# Zacharie Cloutier
Zacharie Cloutier, né en décembre 1590 et mort le 17 septembre 1677, a participé à un des premiers mouvements d'émigration française en Nouvelle-France. Il est un des fondateurs de l'ancienne ville de Beauport, maintenant fusionnée à la ville de Québec. Il a, de ce fait, contribué largement au peuplement et au développement du Canada français. 

## Biographie
Natif de Mortagne-au-Perche dans l'Orne, vers 1590, Zacharie Cloutier est ouvrier à Mortagne dans le Perche. Il part pour le Canada en 1634. On lui accorde 1,000 arpents (341.9 ha) de terre à Beauport en échange pour trois années de service. 
Le 18 juillet 1616, à Mortagne-au-Perche (paroisse Saint-Jean), Zacharie Cloutier épouse Xainte Dupont. Le couple a six enfants, tous nés à Mortagne entre 1617 et 1632, mais une fille, Xainte, décède à l'âge de dix ans.
En 1634, la Compagnie des Cent-Associés, en réparation des biens qu'il a perdus en 1628, concède à Robert Giffard la seigneurie de Beauport. Premier seigneur colonisateur de la Nouvelle-France, il recrute des colons dans les environs de Tourouvre, fort du soutien de Pierre Le Bouyer de Saint-Gervais, lieutenant général civil et criminel du Perche. Courant mars : départ de Jean Guyon, de sa femme, de ses enfants et d’une trentaine de colons pour la Nouvelle-France. Début juin, le navire atteint Québec. L'année suivante, à la mort de Samuel de Champlain, la colonie compte 132 colons dont 35 viennent du Perche, attirés par Giffard. La première colonisation organisée de la Nouvelle-France est commencée. Pendant neuf ans, Zacharie Cloutier et Jean Guyon se disputent la seigneurie de Giffard au droit de foi et hommage. 
En 1652, Cloutier reçut une seigneurie du gouverneur Jean de Lauzon à Château-Richer.
À la mort de Zacharie Cloutier, en 1677, la colonie atteint 9 000 habitants.

## Postérité
Déjà, vers 1800, le couple formé de Zacharie Cloutier et Xainte Dupont arrivait au 1er rang au Québec pour le nombre de descendants mariés. Plus de 10 000 personnes seraient des descendantes de l'union Cloutier-Dupont vers les années 1800.
L'acteur Robert Goulet est l'un de ses descendants, comme Céline Dion et Madonna. L'animatrice Véronique Cloutier est aussi sa descendante directe.

## Hommages
- Un fromage est nommé en son honneur.
- Le Parc Zacharie-Cloutier a été nommé en son honneur, en 1992, dans l'ancienne ville de Beauport, maintenant présent dans la ville de Québec.
- La rue Zacharie-Cloutier a été nommée en son honneur, en 2006, dans la ville de Québec.